# ドイツ・ブンデスリーガ1969-1970
フースバル・ブンデスリーガ 1969-1970はドイツサッカー協会 (DFB) によって開催された男子全国最上位リーグの第7シーズン目である。ボルシア・メンヒェングラートバッハが初優勝し、1回目のドイチャー・フースバルマイスターの座に就いた。

## 概要
ヘネス・ヴァイスヴァイラー監督と司令塔ギュンター・ネッツァーに率いられたボルシアMGは、2位FCバイエルン・ミュンヘンをおさえて初優勝を飾り、ここから1970年代後半にかけてさらに4回マイスターシャーレを掲げることとなる。得点王は、38ゴールを決めたバイエルンのゲルト・ミュラー。
DFBポカール 1969/70ではフースバル・レギオナルリーガ所属のキッカーズ・オッフェンバッハが優勝し、それに先立って来季のブンデスリーガ昇格も決めている。また今シーズンから、勝ち点が並んだ場合の順位決定方法から平均得点率が廃止され、得失点差が採用された。

## 選手が犬に噛まれた事件
ブンデスリーガ史上でも特に珍しい選手の負傷事件が、1969年9月6日に行われたダービーマッチ、ボルシア・ドルトムント-FCシャルケ04戦で起こった。シャルケの選手フリーデル・ラウシュが、警備のシェーファーフント (労働犬。またはシェパード犬) に噛まれたのである。
ラウシュはチームドクターから破傷風予防注射をしてもらい、試合終了までプレーすることができた。騒動の発端はシャルケのヨハン・ピルクナーの先制ゴールで、シュタディオン・ローテ・エアデの陸上トラック部分にあふれ出していたシャルケファンが興奮してピッチ上に乱入し、彼らを排除するために警備員がシェパード犬をけしかけたことにある。
この騒乱の中シャルケの選手が背後からシェパードに噛まれ、その瞬間がカメラマンによってしっかりと写真に収められたことで、一大スクープとなった。他にもゲルト・ノイザーが大腿部を噛まれている。この事件を受けて、DFBは試合会場の警備犬にマウスガードの装着を義務付け、ドルトムントはラウシュに慰謝料500マルクを支払った 。
後半戦シャルケホームのダービーでは、シャルケ会長ギュンター・ジーバート (サッカー選手)が事件を皮肉るため、ライオンパーク「グラーフ・ヴェスターホフ」から調教された子ライオンをレンタルし、ピッチ上まで運んでセンターサークルに置くというパフォーマンスを行った。

## 順位表[4]
| 順 | チーム                                 | 試 | 勝 | 分 | 敗 | 得 | 失 | 差  | 点 | 出場権または降格                            |
| -- | -------------------------------------- | -- | -- | -- | -- | -- | -- | --- | -- | ------------------------------------------- |
| 1  | ボルシア・メンヒェングラートバッハ (C) | 34 | 23 | 5  | 6  | 71 | 29 | +42 | 51 | UCC出場                                     |
| 2  | FCバイエルン・ミュンヘン               | 34 | 21 | 5  | 8  | 88 | 37 | +51 | 47 | ICFC出場                                    |
| 3  | ヘルタBSC                              | 34 | 20 | 5  | 9  | 67 | 41 | +26 | 45 | ICFC出場                                    |
| 4  | 1.FCケルン                             | 34 | 20 | 3  | 11 | 83 | 38 | +45 | 43 | ICFC出場                                    |
| 5  | ボルシア・ドルトムント                 | 34 | 14 | 8  | 12 | 60 | 67 | −7  | 36 |                                             |
| 6  | ハンブルガーSV                         | 34 | 12 | 11 | 11 | 57 | 54 | +3  | 35 | ICFC出場                                    |
| 7  | VfBシュトゥットガルト                  | 34 | 14 | 7  | 13 | 59 | 62 | −3  | 35 |                                             |
| 8  | アイントラハト・フランクフルト         | 34 | 12 | 10 | 12 | 54 | 54 | 0   | 34 |                                             |
| 9  | FCシャルケ04                           | 34 | 11 | 12 | 11 | 43 | 54 | −11 | 34 |                                             |
| 10 | 1.FCカイザースラウテルン               | 34 | 10 | 12 | 12 | 44 | 55 | −11 | 32 |                                             |
| 11 | ヴェルダー・ブレーメン                 | 34 | 10 | 11 | 13 | 38 | 47 | −9  | 31 |                                             |
| 12 | ロート＝ヴァイス・エッセン             | 34 | 8  | 15 | 11 | 41 | 54 | −13 | 31 |                                             |
| 13 | ハノーファー96                         | 34 | 11 | 8  | 15 | 49 | 61 | −12 | 30 |                                             |
| 14 | ロート＝ヴァイス・オーバーハウゼン     | 34 | 11 | 7  | 16 | 50 | 62 | −12 | 29 |                                             |
| 15 | MSVデュイスブルク                      | 34 | 9  | 11 | 14 | 35 | 48 | −13 | 29 |                                             |
| 16 | アイントラハト・ブラウンシュヴァイク   | 34 | 9  | 10 | 15 | 40 | 49 | −9  | 28 |                                             |
| 17 | TSV1860ミュンヘン (R)                  | 34 | 9  | 7  | 18 | 41 | 56 | −15 | 25 | フースバル・レギオナルリーガ1970–1971に降格 |
| 18 | アレマニア・アーヘン (R)               | 34 | 5  | 7  | 22 | 31 | 83 | −52 | 17 | フースバル・レギオナルリーガ1970–1971に降格 |

## 得点ランキング[7]
ゲルト・ミュラーは、4-1で勝利した10月4日のブレーメン戦で4ゴールを決めた。また、89分に決めた4点目は彼のブンデスリーガ100ゴール目でもあった。
| 順位 | 国籍         | 選手                                                | クラブ                             | 得点数 |
| ---- | ------------ | --------------------------------------------------- | ---------------------------------- | ------ |
| 1    | 西ドイツの旗 | ゲアト・ミュラー                                    | FCバイエルン・ミュンヘン           | 38     |
| 2    | 西ドイツの旗 | ヴェアナー・ヴァイスト (1949年生まれのサッカー選手) | ボルシア・ドルトムント             | 20     |
| 3    | 西ドイツの旗 | クラウス・フィッシャー                              | TSV1860ミュンヘン                  | 19     |
| 3    | 西ドイツの旗 | ヘアバート・ラウメン                                | ボルシア・メンヒェングラートバッハ | 19     |
| 3    | 西ドイツの旗 | ハンネス・レーア                                    | 1.FCケルン                         | 19     |

## ボルシア・メンヒェングラートバッハのマイスターマンシャフト[9]
| 1. | ボルシア・メンヒェングラートバッハ |
|    | - GK: ヴォルフガン・クレフ (34試合/-得点); フォルカー・ダナー (1/-) - DF: ベアティ・フォクツ (34/5); クラウス＝ディーター・ジーロフ (33/3); ルートヴィヒ・ミュラー (サッカー選手) (33/1); ハートヴィヒ・ブライディック (28/2); エアヴィン・シュピンラー (2/-) - MF: ペーター・ディートリヒ (サッカー選手) (33/5); ヘアバート・ヴィマー (30/6); ギュンター・ネッツァー (c) (29/6); ヴィンフリート・シェーファー (26/2); ゲアト・ツィマーマン (サッカー選手) (6/-) - FW: ヘアバート・ラウメン (34/19); ホアスト・ケッペル (34/9); ウルリク・レ・フェーヴレ (29/8); ヴェアナー・カイザー (1949年生まれのサッカー選手) (10/4); ペーター・クラッケ (2/-); ペーター・マイアー (1940年生まれのサッカー選手) (1/-) - 監督: ヘネス・ヴァイスヴァイラー |

## 移籍市場

### ボルシア・メンヒェングラートバッハ
今季成績： 1位, 監督： ヘネス・ヴァイスヴァイラー, 1968/69: 3位
| 入団 | - クラウス＝ディーター・ジーロフ, 33試合-3得点, VfBシュトゥットガルト, BL - ルートヴィヒ・ミュラー (サッカー選手), 33-1, 1. FCニュルンベルク, BLから降格 - ウルリク・レ・フェーヴレ, 29-8, ヴァイレBK - ヴェアナー・カイザー (1949年生まれのサッカー選手), 10-4, アマチュアから昇格, ベツィルクスリーガ・ニーダーライン/ベツィルクスクラッセ - ペーター・クラッケ, 2-0, SSVGフェルベルト02, フェアバンツリーガ・ニーダーライン |
| 退団 | - クラウス・アッカーマン, 1. FCカイザースラウテルン, BL - エゴン・ミルダー, FCルツェルン - エアヴィン・クレマース, キッカース・オッフェンバッハ, RLズュート - ヘルムート・クレマース, キッカース・オッフェンバッハ, RLズュート - クラウス・ヴィンクラー (サッカー選手), キッカース・オッフェンバッハ, RLズュート - ルドルフ・ペッゲラー, SCヴィクトリア・ケルン, RLヴェスト - ゲアト・ピッチャイト, SCヴィクトリア・ケルン, RLヴェスト - マンフレート・ケンパース, レイターSV, フェアバンツリーガ・ニーダーライン - マンフレート・オーアツェセク, 1. FCメンヒェングラートバッハの監督に就任, LLニーダーライン |

### FCバイエルン・ミュンヘン
今季成績： 2位, 監督： ブランコ・ゼベツ (-1970.3.13) →ウド・ラテック (1970.3.14-), 1968/69: 1位
| 入団 | - ヘアヴァート・コッペンヘーファー, 29-0, 1. FCカイザースラウテルン, BL - カール＝ハインツ・ムロスコ, 19-5, シュトゥットガルター・キッカース RLズュート - ギュンター・ミヒル, 17-2, アマチュアから昇格, 1. アマトゥーアリーガ・バイエルン - ヘルムート・ネアリンガー, 5-0, MTV1879ミュンヘン - マンフレート・ザイファート (サッカー選手), 1-0, TSV1860ローゼンハイム - ヴォルフガン・ギーアリンガー, 1-0, アマチュアから昇格, 1. アマトゥーアリーガ・バイエルン - クラウス・クライン (サッカー選手), 3-0, アマチュアから昇格, 1. アマトゥーアリーガ・バイエルン |
| 退団 | - アルブレヒト・ヴァハスマン, アイントラハト・フランクフルト, BL - グスタフ・ユン (サッカー選手), ヴッパーターラーSV, RLヴェスト - ラインハート・リッパート, FCバイエルン・ホーフ, RLズュート - フリッツ・コーザー, アマチュア復帰 |

### ヘルタBSC
今季成績： 3位, 監督： ヘルムート・クロンスバイン, 1968/69: 14位
| 入団 | - ヴォルフガン・ガイアー, 34-13, ヴィーナーSC - ローレンツ・ホーア, 22-13, SVアルセンボルン, RLズュートヴェスト - ベアント・パツケ, 32-3, TSVミュンヘン1860, BL - ベアント・ラウベ, 1-0, ユーゲントから昇格 - ノアバート・ヤンツォン, 出場なし, ユーゲントから昇格 - ホアスト・マース, 出場なし, ユーゲントから昇格 - マンフレート・アイヒベアク, 出場なし, SVアルミニア・ギュータースロー, フェアバンツリーガ・ヴェストファーレン - ゾルターン・ヴァルガ (サッカー選手), 出場なし, 東ドイツからの亡命一年目のため出場禁止中 |
| 退団 | - ディーター・クラフチュク, 1. FC カイザースラウテルン, BL - ラインホルト・アーデルマン, ブラオ=ヴァイス90ベルリン, RLベルリン - カール＝ハインツ・ハウスマン, ブラオ=ヴァイス90ベルリン, RLベルリン - ハンス=ユアゲン・クルムノフ, ブラオ=ヴァイス90ベルリン, RLベルリン - ルディ・クレーナー, シュトゥットガルター・キッカース, RLズュート - イヴァン・シャングリン, ゲアト・シュミット, TuSヴァーンゼー |

### 1. FCケルン
今季成績： 4位, 監督： ハンス・メアクレ, 1968/69: 13位
| 入団 | - ベアント・ルップ, 34-16, SVヴェルダー・ブレーメン, BL - マンフレート・マンリッツ, 34-0, MSVデュイスブルク, BL - ヴェアナー・テーレン, 14-3, アマチュアから昇格, フェアバンツリーガ・ミッテルライン - ヴォルフガン・リーマン (サッカー選手), 8-0, アイントラハト・トリアー, RLズュートヴェスト - カール＝ハインツ・ゴルダウ, 1-0, アマチュアから昇格, フェアバンツリーガ・ミッテルライン |
| 退団 | - ルートヴィヒ・ブリュント, シュトゥットガルター・キッカース, RLズュート - ユアゲン・イェンドロセク, N.E.C. - トニ・レーク, SCフォルトゥナ・ケルン, RLヴェスト - ハンス・ランガンケ, ブラオ=ヴァイス90ベルリン, RLベルリン - ヨーゼフ・レーリヒ, CfBフォルト・ケルン=ニール, フェアバンツリーガ・ミッテルライン - フリッツ・ポット, 現役引退 - カール＝ハインツ・リュール, 4/70, ダリン・クルブ・ドゥ・ブリュッセル - ハインツ・ホアニヒ, 4/70 ダリン・クルブ・ドゥ・ブリュッセル - パウル・ハイエレス, 通算1/70 デューレン99, フェアバンツリーガ・ミッテルライン |

### ボルシア・ドルトムント
今季成績： 5位, 監督： ヘアマン・リンデマン (サッカー指導者), 1968/69: 16位
| 入団 | - フェアディナント・ハイトカンプ, 30-1, キッカース・オッフェンバッハ, BLから降格 - ユアゲン・リュニオ, 27-0, 1. FCニュルンベルク, BLから降格 - ユアゲン・シュルツ, 22-8, TSVミュンヘン1860, BL - アルフレート・コールホイフル, 22-1, SSVヤーン・レーゲンスブルク, RLズュート - ブランコ・ラショヴィッチ, 15-0, FKパルティザン - テオ・ビュッカー, 4-0, ヒューステン09, LLヴェストファーレン, St. 2 - テオドーア・リーレンダー, 4-0, VfLゲゼケ, ベツィルクスクラッセ・ヴェストファーレン, St. 4 - ユアゲン・ボドゥシェク, 3-1, アイントラハト・ドルトムント - カール＝ハインツ・アートマン, 3-0, TSVノイガブロンツ, LLズュート - ラインハート・ファビシュ, 出場なし, VfLシュヴェアテ, フェアバンツリーガ・ヴェストファーレン, Gr. 2 |
| 退団 | - クラウス・ベックフェルト, フリートヘルム・グロッペ, ヴァルター・スツァウレ, カールスルーアーSC, RLズュート - ローター・エメリヒ, KベールスホットVAV - ヨーゼフ・ホーフマイスター (サッカー選手), SVダルムシュタット98, RLズュート - フリードリヒ・レーマン (サッカー選手), VfLオスナブリュック, RLノルト - テオ・レッダー, ベアンハート・ヴェッセル (サッカー選手), 現役引退 |

### ハンブルガーSV
今季成績： 6位, 監督： ゲオーク・クネプフル → クート・コッホ (サッカー指導者), 1968/69: 6位
| 入団 | - クラウス・ツァチュク, 31-6, 1. FCニュルンベルク, BLから降格 - ノアバート・ホーフ, 29-2, ヴィーナーSC - ペーター・ノグリー, 22-1, フェニックス・リューベック, RLノルト - ジークフリート・バイアー, 20-1, フェニックス・リューベック, RLノルト                                  |
| 退団 | - ヴェアナー・クレマー (サッカー選手), VfLボーフム, RLヴェスト - ホルガー・ディークマン, エゴン・ホアスト, ホアスト・シュノーア, 現役引退 - ハインツ・リブダ, アルミニア・ハノーファー, RLノルト - ユアゲン・ザイファート, 詳細不明 - ビエアン・モルデンハウアー, HSVアマチュア |

### VfBシュトゥットガルト
今季成績： 7位, 監督： フランツ・ザイボルト → グンター・バウマン (サッカー選手), 1968/69: 5位
| 入団 | - ヤン・オルソン (1944年生まれのサッカー選手), 30-12, GAIS - ラインホルト・ツェフ, 30-4, アマチュアから昇格, 1. アマトゥーアリーガ・ノルトヴュルテンベルク - ヘアバート・ヘブシュ, 11-0, FCシャルケ04, BL - ハンス＝ユアゲン・ヴィットフォート, 11-0, VfBリューベック, RLノルト |
| 退団 | - クラウス＝ディーター・ジーロフ, ボルシア・メンヒェングラートバッハ, BL - ボー・ラーション, マルメFF - ルディ・エンテンマン, VfRハイルブロン, RLズュート - ギュンター・ザヴィツキ, アマチュア降格, 1. アマトゥーアリーガ・ノルトヴュルテンベルク - ギュンター・ザイボルト, SpVggルートヴィヒスブルクの監督兼選手 - ゲアト・メンネ, シュトゥットガルター・キッカース監督, RLズュート |

### アイントラハト・フランクフルト
今季成績： 8位, 監督： エーリヒ・リベック, 1968/69: 8位
| 入団 | - ホアスト・ヘーゼ, 32-12, ヴッパーターラーSV, RLヴェスト - ゲアト・トリンクライン, 31-3, アマチュアから昇格, 2. アマトゥーアリーガ・ヘッセン - ハンス・リンデマン (1947年生まれのサッカー選手), 10-0, アマチュアから昇格, 2. アマトゥーアリーガ・ヘッセン - クラウス・ホムリヒ, 8-0, アイスバッハターラー・シュポルトフロインデ - ゲアハート・ヴァーグナー (サッカー選手), 5-0, ロート=ヴァイス・エッセン, RLヴェスト - アルブレヒト・ヴァハスマン, 3-0, FCバイエルン・ミュンヘン, BL |
| 退団 | - エアンスト・アベ, カールスルーアーSC, RLズュート - ヴァルター・ベヒトルト, オッフェンバッヒャー・キッカース, RLズュート - ヘルムート・クラウス (サッカー選手), FCシュヴァインフルト05, RLズュート - オスカー・ロッツ, FSVフランクフルト, 1. アマトゥーアリーガ・ヘッセン - ハイコ・ラッキー, VfRハイルブロン, RLズュート - ハンス・ティルコフスキ, 現役引退, 1970年3月17日にヴェルダー・ブレーメン監督就任, BL                                                                       |

### FCシャルケ04
今季成績： 9位, 監督： ルディ・グーテンドーフ, 1968/69: 7位
| 入団 | - クラウス・シェーア, 19-2, BCアイントラハト・ジーゲン/ユーゲント - ハンス・ピアクナー, 17-5, アドミラ・ヴィーン - ユアゲン・ゾビーライ, 17-1, VfLレッセ08/ユーゲント - ロルフ・リュスマン, 16-0, シュヴェルマーFC/ユーゲント - アルバン・ヴュスト, 14-3, SVアルセンボルン, RLズュートヴェスト |
| 退団 | - フランツ・ハジル, フェイエノールト - ヘアバート・ヘブシュ, VfBシュトゥットガルト, BL - ヘリバート・ディットリヒ, TuSノイエンドルフ, RLズュートヴェスト - ゲアト・カスパースキ, SCプロイセン・ミュンスター, RLヴェスト - ベアント・ミヒェル, SCプロイセン・ミュンスター, RLヴェスト - ハーラルト・カミンスキ, SGヴァッテンシャイト09, RLヴェスト - マンフレート・クロイツ, ハインツ・プリスカ, 現役引退 |

### 1. FCカイザースラウテルン
今季成績： 10位, 監督： ギュラ・ローラーント → エゴン・ピエヒャチェク, 1968/69: 15位
| 入団 | - フリッツ・フクス (サッカー選手), 32-2, SVアルセンボルン, RLズュートヴェスト - クラウス・アッカーマン, 24-2, ボルシア・メンヒェングラートバッハ, BL - ディーター・クラフチュク, 18-5, ヘルタBSC, BL - ハンス・リップ, 16-2, カールスルーアーSCアマチュア, 1. アマトゥーアリーガ・ノルトバーデン - カール＝ハインツ・フォクト (サッカー選手), 14-2, 1. FCザールブリュッケン, RLズュートヴェスト - ヴィンフリート・リヒター, 5-2, FCルツェルン - ギュンター・ラーデマッハー, 2-0, FVゲルマースハイム, 1. アマトゥーアリーガ・ズュートヴェスト - ハンス＝ペーター・フェヒト (サッカー選手), 1-0, SVザントハウゼン, 1. アマトゥーアリーガ・ノルトバーデン |
| 退団 | - ヘアヴァート・コッペンヘーファー, FCバイエルン・ミュンヘン, BL - ハインツ=ディーター・ハーゼブリンク, SVヴェルダー・ブレーメン, BL - ベアント・ヴィントハウゼン, SVヴェルダー・ブレーメン, BL - ペーター・シュミット (1943年生まれのサッカー選手), LASK - ハインツ＝ディーター・ハンジン, SCゲッティンゲン05, RLノルト - ローラント・キーファーバー, SVニーダーキルヒェン - ウーヴェ・クリマシェフスキ, 現役引退 - イヴァン・ミリッチ, 詳細不明 |

### SVヴェルダー・ブレーメン
今季成績： 11位, 監督： フリッツ・レベル → フリッツ・ランナー (-1970.3.16) →ハンス・ティルコフスキ (1970.3.17-), 1968/69: 9位
| 入団 | - ハインツ＝ディーター・ハーゼブリンク, 31-3, 1. FCカイザースラウテルン, BL - ベアント・ローレンツ (サッカー選手), 25-5, TSVドゥヴォ08ハンブルク, LLハンブルク - エゴン・コーアデス, 20-0, TuSブレーマーハーフェン93, RLノルト - ベアント・ヴィントハウゼン, 17-4, 1. FCカイザースラウテルン, BL - エックハート・データーディン, 7-0, TuSブレーマーハーフェン93, RLノルト - フリッツ・シュテーフェンス, 3-0, SVメッペン, ALニーダーザクセン - ヴァルター・プラッゲマイアー, 2-0, アマチュアから昇格, LLブレーメン - ノアバート・ホイアー, 1-0, アマチュアから昇格, LLブレーメン - ユアゲン・キーファート, 1-0, アマチュアから昇格, LLブレーメン |
| 退団 | - ベアント・ルップ, 1. FCケルン, BL - ディートヘルム・フェアナー, ロート=ヴァイス・エッセン, BL - マックス・ローレンツ (サッカー選手), アイントラハト・ブラウンシュヴァイク, BL - ゲアハート・ツェブロフスキ, TuSブレーマーハーフェン93, RLノルト - ロルフ・シュヴァイクヘーファー, SpVggフュルト, RLズュート - カール・ロヴェーク, FSVフランクフルト, ALヘッセン - ラルフ・ファーバー, SGデューレン99, フェアバンツリーガ・ミッテルライン - クアト・ローダー, ポリツァイSVブレーメン, LLブレーメン - ホアスト・ビュンティン, ケガまたは病気による退団                                                                                          |

### ロート=ヴァイス・エッセン
今季成績： 12位, 監督： ヘアバート・ブアデンスキ → クノ・クレッツァー/ヴィリ・フォアデンボイメン, 1968/69: BL昇格組
| 入団 | - エーリヒ・ベーア, 32-8, 1. FCニュルンベルク, BLから降格 - ペーター・チェルモツキー, 33-1, 1. FCニュルンベルク, BLから降格 - ディートヘルム・フェアナー, 28-0, SVヴェルダー・ブレーメン, BL - フレート・エングラート, 7-2, SCゲッティンゲン05, RLノルト - ハインツ・コッホ (1947年生まれのサッカー選手), 3-0, BVアルテンエッセン, フェアバンツリーガ・ニーダーライン - ハインツ・ブラザイ, 出場なし, アマチュアから昇格, ルールベツィルク/ベツィルクスクラッセ                   |
| 退団 | - ギュンター・プレッパー, ヴッパーターラーSV, RLヴェスト - ユアゲン・グリンカ, VfRハイルブロン, RLズュート - アードルフ・シュタイニヒ, SSVフェルベアト, RLヴェスト - ヴェアナー・トンク, SCプロイセン・ミュンスター, RLヴェスト - ゲアハート・ヴァーグナー (サッカー選手), アイントラハト・フランクフルト, BL - ハンス=ユアゲン・ナイゼン, DJKギュータースロー, RLヴェスト - クラウス・フェッティン, 現役引退 - ヘアマン・ロス, 詳細不明 - マンフレート・フランコフスキ, 負傷退団 |

### ハノーファー96
今季成績： 13位, 監督： ズラトコ・チャイコフスキ (-1969.12.8) →ロルフ・ペーツ (1969.12.9 - 12.31) →ハンス・ピルツ (1970.1.2-), 1968/69: 11位
| 入団 | - ズヴェズダン・チェビナツ, 26-2, 1. FCニュルンベルク, BLから降格 - クラウス・ブルーネ, 29-8, アマチュアから昇格, LLニーダーザクセン - クアト・リッター (サッカー選手), 6-0, アマチュアから昇格, LLニーダーザクセン - ユアゲン・デッチュ, 1-0, VfBコーブルク, ALバイエルン |
| 退団 | - ヴィンフリート・ヴォットカ, SCゲッティンゲン05, RLノルト - オットー・ラシヒ, 現役引退 |

### ロート=ヴァイス・オーバーハオゼン
今季成績： 14位, 監督： アルフレート・プライスラー, 1968/69: BL昇格組
| 入団 | - ゲアト・フレーリヒ, 34-5, フライブルガーFC, RLズュート - ジークフリート・レーゼン, 5-0, SVクサンテン, ベツィルクスクラッセ・ニーダーライン - ノアバート・リュッケ (サッカー選手), 1-0, FCミュールハイム=シュトゥルム, LLニーダーライン, Gr. 3 |
| 退団 | - ディーター・ダンツベアク, フライブルガーFC, RLズュート - アルバート・アイヒホルツ, VfBシュペルドルフ, フェアバンツリーガ・ニーダーライン |

### MSVデュイスブルク
今季成績： 15位, 監督： ローバート・ゲプハート, 1968/69: 12位
| 入団 | - ハンス・ゾンダーマン, 30-8, TuSノイエンドルフ, RLズュートヴェスト - ディーター・クールマン, 2-0, キッカース・オッフェンバッハ, BLから降格 - パヴェル・マレチェク, 1-0, スラヴィア・プラハ - ロルフ＝ディーター・デアフラー, 1-0, TSVローゼンハイム1860 - ゲアト・シュヴィドロフスキ, 出場なし, TSVレンツブルク |
| 退団 | - マンフレート・マンリッツ, 1. FCケルン, BL - ホアスト・ゲックス, キッカース・オッフェンバッハ, RLズュート - ヴェアナー・ロッツ, ハムボルン07, RLヴェスト - ベアント・ホフマン, 1. FCザールブリュッケン, RLズュートヴェスト - ヨハン・ザバト, VfLボーフム, RLヴェスト - ユアゲン・コヴァルスキ, ヨハネス・リンゼン, アイントラハト・デュイスブルク, フェアバンツリーガ・ニーダーライン - ルートヴィヒ・ノルデン, ギュンター・プロイス (サッカー選手), 現役引退 - ハンス＝ヨアヒム・シェルベアク, DJKギュータースロー, RLヴェスト |

### アイントラハト・ブラウンシュヴァイク
今季成績： 16位, 監督： ヘルムート・ヨハンゼン, 1968/69: 4位
| 入団 | - マックス・ローレンツ (サッカー選手), 33-1, SVヴェルダー・ブレーメン, BL - ベアント・ゲアスドアフ, 30-5, テニス・ボルシア・ベルリン, RLベルリン - フリートヘルム・ヘーバーマン, 29-0, アイントラハト・デュイスブルク, RLヴェストから降格 |
| 退団 | - ホアスト・ベアク, TSVミュンヘン1860, BL |

### TSVミュンヒェン1860
今季成績： 17位, 監督： フリッツ・ランナー (-1969.11.12) →アルバート・ジン & ハンス・ピルツ (1969.11.13-) →フランツ・ビンダー (サッカー選手) 1968/69: 10位
| 入団 | - ホアスト・ブランケンブアク, 31-1, ヴィーナーSC - フェアディナント・ケラー (サッカー選手), 24-2, TSGパージンク - ホアスト・ベアク, 23-1, アイントラハト・ブラウンシュヴァイク, BL - ルドルフ・ケルビル, 21-1, アウストリア・ザルツブルク - フランツ・ヒラー (サッカー選手), 18-2, ユーゲントから昇格 - ディータ・シューマッハー, 13-0, 1. FCヘアリンゲン - フランツ＝ヨーゼフ・パウリー, 4-0, FCゲルマニア・メッテルニヒ, 1. アマトゥーアリーガ・ALラインラント - ルートヴィヒ・デンツ, 3-1, 1. FCニュルンベルク・アマチュア, 1. アマトゥーアリーガ・バイエルン - ヘルムート・ライナー, 1-0, ゲルマニア・ビーティクハイム, 1. アマトゥーアリーガ・ノルトヴュルテンベルク |
| 退団 | - ベアント・パツケ, ヘルタBSC, BL - ペーター・グロッサー, アウストリア・ザルツブルク - ユアゲン・シュルツ, ボルシア・ドルトムント, BL - ハンス・ライヒ (サッカー選手), キッカース・オッフェンバッハ, RLズュート - ハンス・レベレ, アマチュア復帰, MTVミュンヘン - ハンス・リンゼンマイアー, フライブルガーFC, RLズュート - アントン・ギークル (サッカー選手), SSVヤーン・レーゲンスブルク, RLズュート - ペーター・キッテル (サッカー選手), セルヴェットFC - ヴィルフリート・コーラース, 現役引退、シーズン中にまた復帰 - ルドルフ・シュタイナー, アマチュア復帰, MTVミュンヘン監督兼選手                                                                                  |

### アレマニア・アーヘン
今季成績： 18位, 監督： ゲオーク・シュトレンヴェアク → ミヒャエル・プファイファー (サッカー選手) (-1969.12.16) →ヴィリバート・ヴェート (1969.12.17-), 1968/69: 2位
| 入団 | - ハインツ・リーアマン, 8-0, アマチュアから昇格 LLミッテルライン, St. 2 - ハインツ・クーリク, 2-1, アマチュアから昇格, LLミッテルライン, St. 2 - ユアゲン・ヴァルベック, 2-0, アマチュアから昇格, LLミッテルライン, St. 2 - ジークフリート・フランク, 4-0, BVオプラーデン, ベツィルクスクラッセ・ミッテルライン, St. 2 |
| 退団 | - ペーター・シェーンゲン, ケガまたは病気による退団 |

## 主審[10]
| 名前                                      | 生年月日   | 州協会             | 担当試合数 | 退場宣告数 |
| ----------------------------------------- | ---------- | ------------------ | ---------- | ---------- |
| ハインツ・アルディンガー                  | 1933-01-07 | ヴュルテンベルク   | 12         | 0          |
| ディートリヒ・バーゼドフ                  | 1930-07-17 | ハンブルク         | 7          | 0          |
| ディーター・ベアナー (審判員)             | 1938-08-07 | ヴュルテンベルク   | 2          | 0          |
| アルフォンス・ベッツ                      | 1928-11-21 | バイエルン         | 6          | 0          |
| エトムント・ビーン                        | 1927-05-31 | ズュートヴェスト   | 3          | 0          |
| アルベアト・ビンダー (審判員)             | 1928-07-05 | ヴュルテンベルク   | 5          | 0          |
| フェアディナント・ビヴェアジ              | 1934-06-24 | ザールラント       | 11         | 1          |
| ホアスト・ボーナッカー                    | 1937-05-18 | 不明               | 4          | 1          |
| ヘルムート・コンラート                    | 1929-05-10 | ザールラント       | 1          | 0          |
| ヴァルター・エンゲル (審判員)             | 1939-05-15 | ザールラント       | 1          | 0          |
| ヴァルター・エシュヴァイラー              | 1935-09-20 | ミッテルライン     | 6          | 0          |
| カール＝ハインツ・フォアク                | 1930-07-13 | ヴェストファーレン | 7          | 0          |
| ルードルフ・フリッケル                    | 1932-07-16 | バイエルン         | 4          | 1          |
| ヘルムート・フリッツ (審判員)             | 1923-10-19 | ズュートヴェスト   | 10         | 0          |
| オスヴァルト・フリッツ                    | 1925-04-10 | バーデン           | 2          | 0          |
| ノアベアト・フックス                      | 1935-09-20 | ラインラント       | 4          | 0          |
| ペータ－・ガボーア                        | 1940-04-19 | ベルリン           | 2          | 0          |
| フィリップ・ゲン                          | 1926-05-04 | ズュートヴェスト   | 5          | 0          |
| マンフレート・ハマー                      | 1938-04-15 | ヴェストファーレン | 1          | 0          |
| ディーター・ヘッケロート                  | 1939-07-04 | ヘッセン           | 7          | 0          |
| ゲアト・ヘニヒ                            | 1935-04-24 | ニーダーライン     | 9          | 0          |
| ホアスト・ヘアデン                        | 1928-07-08 | ハンブルク         | 10         | 0          |
| フランツ・ホイマン                        | 1923-03-14 | バイエルン         | 9          | 0          |
| ハンス・ヒレブラント                      | 1935-06-12 | ニーダーライン     | 5          | 0          |
| ヴァルター・ホアストマン                  | 1935-08-28 | ニーダーザクセン   | 9          | 1          |
| パウル・キンダーファーター                | 1940-01-24 | ミッテルライン     | 5          | 0          |
| アルフレート・ケーラー (審判員)           | 1936-01-18 | 不明               | 6          | 0          |
| ヴェアナー・クルムナック                  | 1934-06-21 | ヴェストファーレン | 2          | 0          |
| ギュンター・リン                          | 1935-03-16 | ラインラント       | 8          | 0          |
| ヘアベアト・ルッツ                        | 1930-05-01 | ブレーメン         | 5          | 0          |
| ゲアト・モイザー                          | 1936-06-26 | ズュートヴェスト   | 1          | 0          |
| フランツ・ミューリン                      | 1929-11-16 | 不明               | 3          | 1          |
| クラウス・オームゼン                      | 1935-10-16 | ハンブルク         | 11         | 0          |
| アルフレート・オット                      | 1934-06-19 | ラインラント       | 12         | 0          |
| カール＝ハインツ・ピッカー                | 1928-09-26 | ハンブルク         | 4          | 0          |
| ハインツ・クヴィンドー                    | 1933-08-28 | ズュートヴェスト   | 2          | 0          |
| ヤン・レデルフス                          | 1935-08-20 | ニーダーザクセン   | 8          | 1          |
| エヴァルト・レゲリー                      | 1934-03-17 | ベルリン           | 5          | 0          |
| カール・リーク                            | 1929-11-15 | バイエルン         | 8          | 0          |
| エルマー・シェーファー (審判員)           | 1940-07-20 | ハンブルク         | 7          | 0          |
| ベアトート・シュミット (審判員)           | 1930-03-27 | ミッテルライン     | 4          | 0          |
| ルドルフ・シュレック                      | 1933-12-02 | 不明               | 7          | 0          |
| ゲアハート・シューレンブーク              | 1926-10-11 | ニーダーザクセン   | 8          | 0          |
| ブルーノ・シュルツ (審判員)               | 1934-05-13 | ベルリン           | 4          | 0          |
| ユアゲン・シューマン (審判員)             | 1940-05-02 | ラインラント       | 1          | 0          |
| フリッツ・ザイラー (1927年生まれの審判員) | 1927-08-14 | ヴュルテンベルク   | 9          | 0          |
| ハインツ・ジーベアト (審判員)             | 1925-08-02 | バーデン           | 7          | 1          |
| ゲアト・ジーペ                            | 1929-07-27 | ミッテルライン     | 6          | 0          |
| クアト・チェンシャー                      | 1928-10-05 | バーデン           | 12         | 0          |
| ハンス・フォス (審判員)                   | 1928-08-10 | ヴェストファーレン | 5          | 0          |
| フランツ・ヴェンゲンマイアー              | 1926-03-14 | バイエルン         | 7          | 0          |
| ハンス＝ヨアヒム・ヴェイラント            | 1929-09-29 | ニーダーライン     | 7          | 0          |
| 通算                                      | 通算       | 通算               | 306        | 7          |
| 出典: weltfussball.de                     |            |                    |            |            |